# Stephan Trescher
Stephan Trescher (* 1964 in Mannheim) ist ein deutscher Kurator, Redner und Autor.

## Leben
Nach einem Studium der Theaterwissenschaft, Musikwissenschaft und Kunstgeschichte an der Friedrich-Alexander-Universität Erlangen-Nürnberg und der Freien Universität Berlin wurde Stephan Trescher 1995 über die kanadische Künstlergruppe General Idea promoviert. Anschließend war er bis 1997 am LWL-Museum für Kunst und Kultur in Münster tätig. Seit 1998 ist Stephan Trescher freier Redner und Autor. Die Galerie Münsterland in Emsdetten leitete Trescher von 2013 bis 2016. Von 2014 bis 2016 übernahm er die Beratertätigkeit für die Abteilung Kunst und Kultur der LVM-Versicherung in Münster. Ab 2018 bis 2020 war Trescher zunächst stellvertretender und anschließend künstlerischer Leiter des Kunstmuseums Ahlen. Seit 2024 übernimmt Trescher die Kuratorische Leitung der Städtischen Galerie in der Reithalle und des Kunstmuseums Marstall in Paderborn.
Zudem ist Trescher Radio-Moderator beim medienforum münster e.V.

## Schriften
- Die kanadische Künstlergruppe General ldea, Verlag für moderne Kunst Nürnberg, 1996, ISBN 3-928342-63-0
- Light Boxes. Leuchtkastenkunst, 1999, Verlag für moderne Kunst Nürnberg, Stephan Trescher, ISBN 978-3-933096-23-4
- bethang: eine Utopie zu den Städten Nürnberg, Fürth und Erlangen (edition bethang), 2008, Max Ackermann, Stephan Trescher, Karsten Neumann, ISBN 978-3-94295-304-7
- Schnellkurs Kunst der Gegenwart, DuMont Buchverlag, 2009, ISBN 978-3-8321-9135-1
- Armin Weinbrenner. In Farbe. Arbeiten 2008–2012, 2009, ISBN 978-3-86678-756-8
- Inge Gutbrod. Welt aus Wachs, Institut f. moderne Kunst Nürnberg (Herausgeber), Stephan Trescher (Autor), 2002, ISBN 978-3-933096-74-6
- Malerei 15, Ausst.-Kat. Kunstakademie Münster / Galerie Münsterland, Münster 2015 (Co-Autor), ISBN 978-3-944784-10-6
- Armin Weinbrenner – Zuckerbrot und Peitsche, Verlag Kettler Dortmund, 2019, ISBN 978-3-86206-728-2